# Хоппер (вагон)

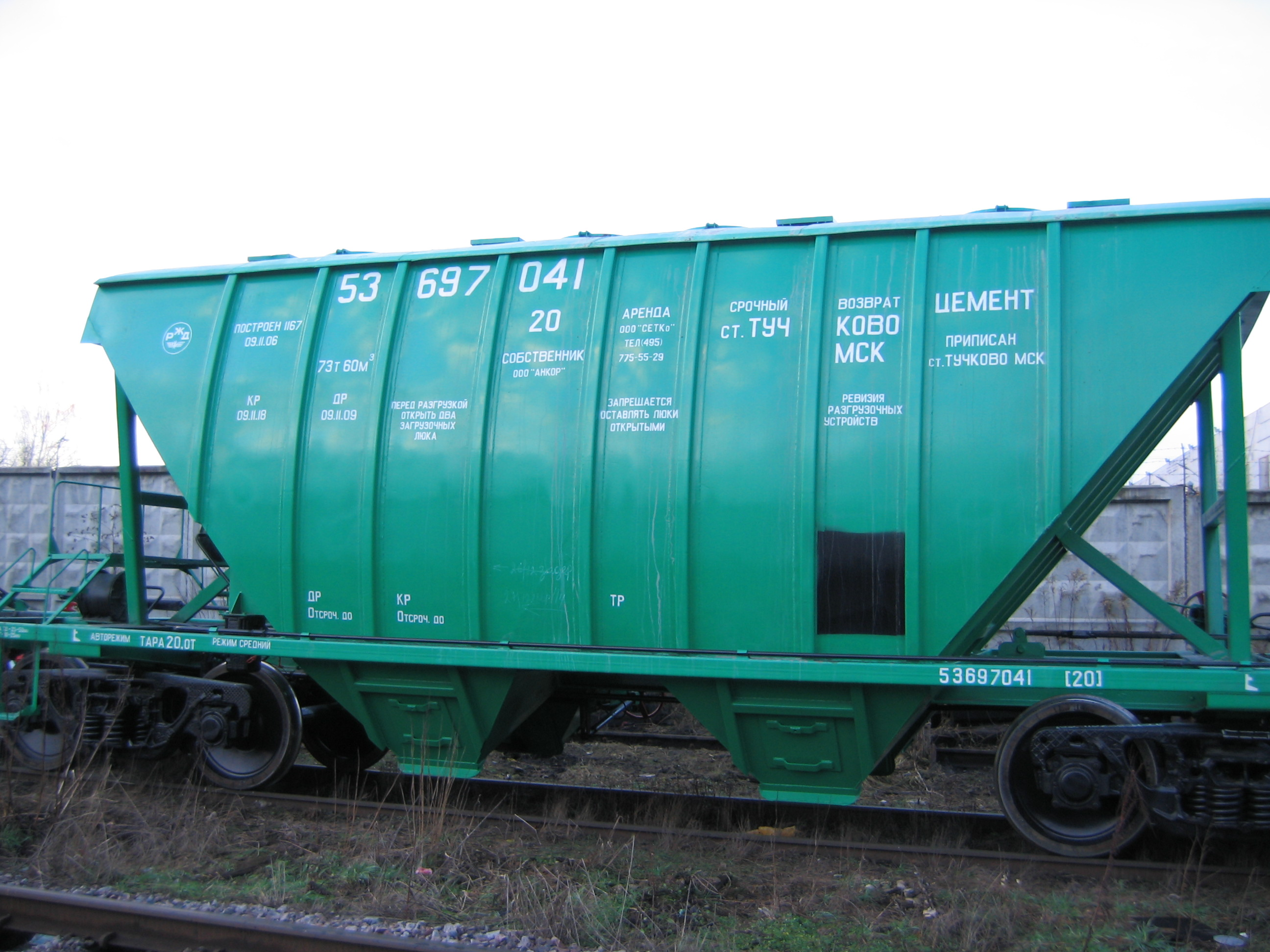
Вагон-цементовоз

Хо́ппер (англ. hopper — буквально: бункер) — саморазгружающийся бункерный грузовой вагон для перевозки массовых сыпучих грузов: угля, руды, цемента, песка, зерна, торфа, балласта. Кузов имеет форму воронки, в нижней части которой расположены люки (по-английски — «хопперы»); при их открытии груз высыпается через них под собственным весом, что способствует быстрой разгрузке.
Хопперами в английской разговорной речи называются не только люки в вагонах, но и любые другие небольшие люки (в частности, в металлургии).

## Классификация
Существуют два основных типа хопперов — открытые и закрытые. Закрытые применяются для тех грузов, которые необходимо защищать от атмосферных осадков, например, цемент или зерно. Открытые используют для транспортировки грузов, которые не требуют защиты от атмосферных осадков, например, щебень. Также различают хопперы с разгрузкой груза в междурельсовое пространство или на сторону от железнодорожного пути, с механизированным или ручным открыванием разгрузочных люков. По конструкции хопперы выполняются с кузовом, имеющим торцевые стенки с наклоном 41—60°, для выгрузки груза самотёком и разгрузочные бункеры с люками, открывающимися при разгрузке.
Открытые хопперы используют для перевозки горячего агломерата и окатышей, угля, торфа, кокса. Обшивка кузова хоппера для горячих окатышей, агломерата и кокса в отличие от других типов вагонов не соединяется жёстко с несущим каркасом боковых и торцевых стен, что исключает коробление кузова под действием высоких температур и обеспечивает лёгкую замену при повреждениях. Открытые хопперы, как правило, имеют дистанционную автоматизированную систему разгрузки груза на обе стороны железнодорожного пути, управляемую с помощью сжатого воздуха, поступающего от силовой установки локомотива. Более широкое использование роторных вагоноопрокидывателей позволяет сократить использование открытых хопперов.

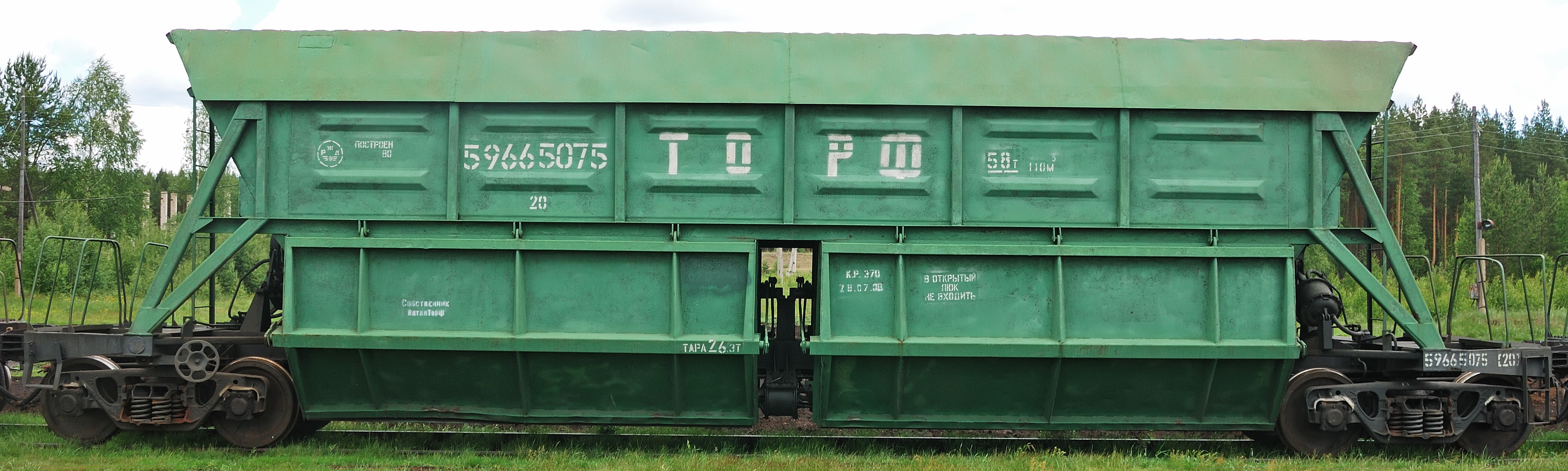
Хоппер для перевозки торфа модели 22-473

Закрытые хопперы применяют для перевозки зерна, цемента, технического углерода (сажи). Груз выгружается в междурельсовое пространство, крышки разгрузочных люков открываются вручную. Для перевозки минеральных удобрений применяют крытые хопперы с разгрузкой на сторону от железнодорожного пути с помощью сжатого воздуха.

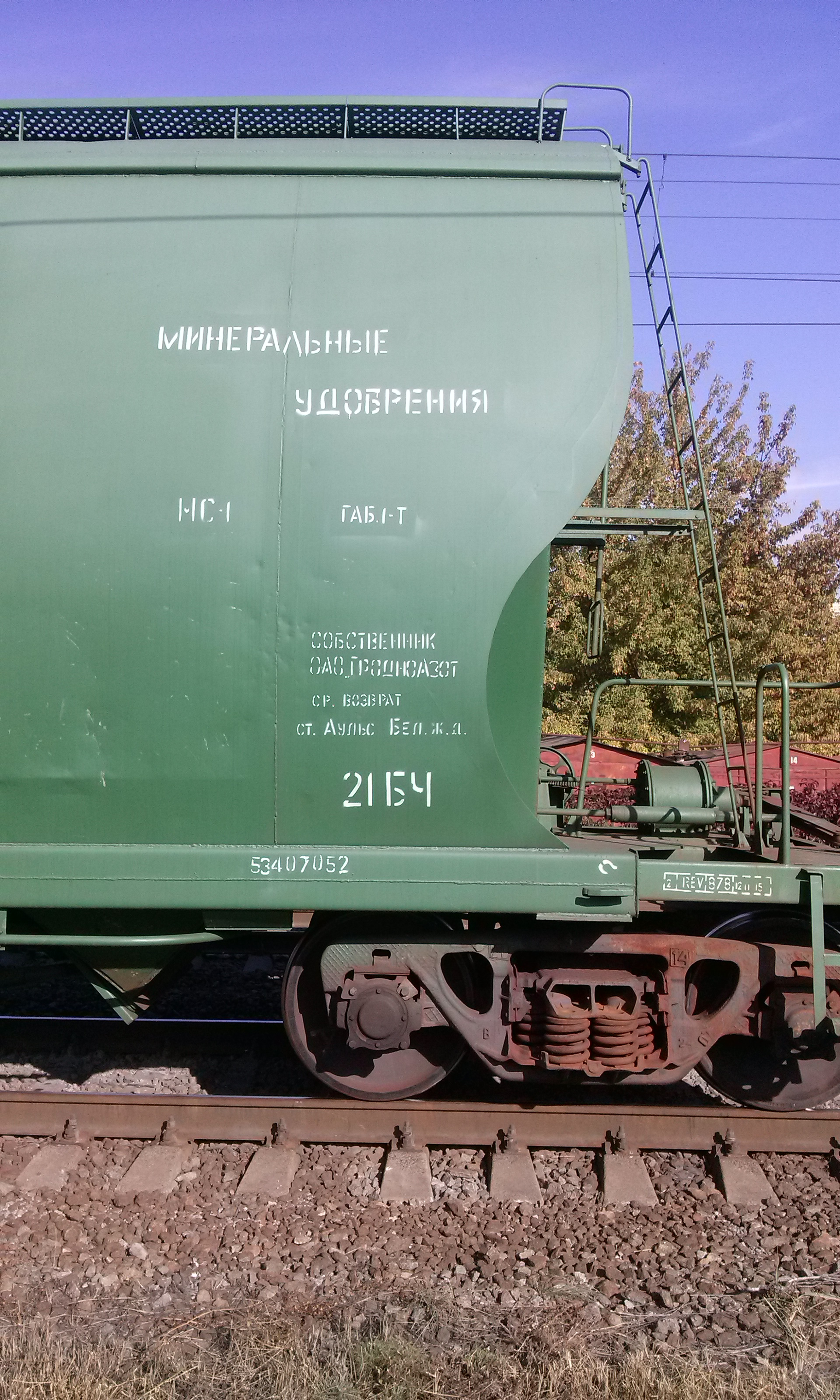
Хоппер для минеральных удобрений со съёмной крышей модели 19-9755
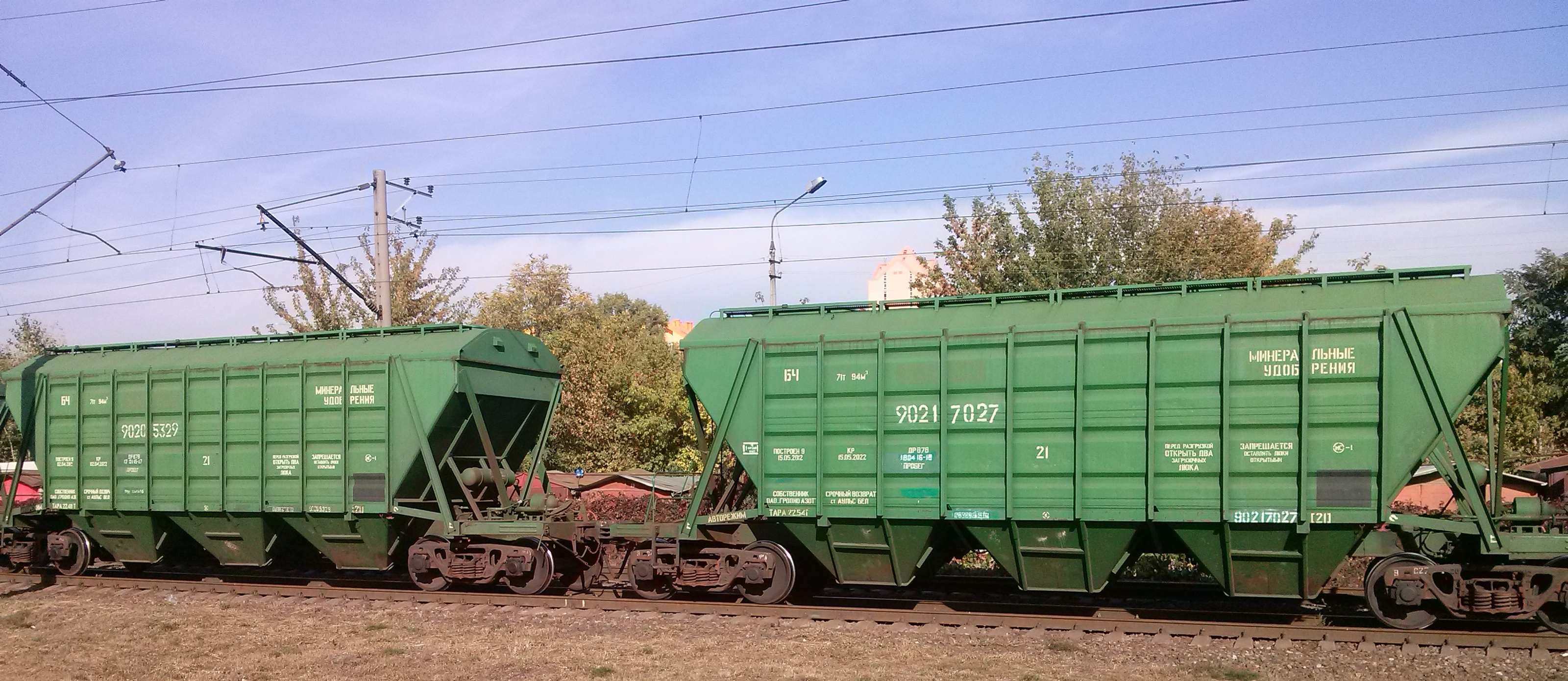
Вагон-минераловоз модели 19-3054-01
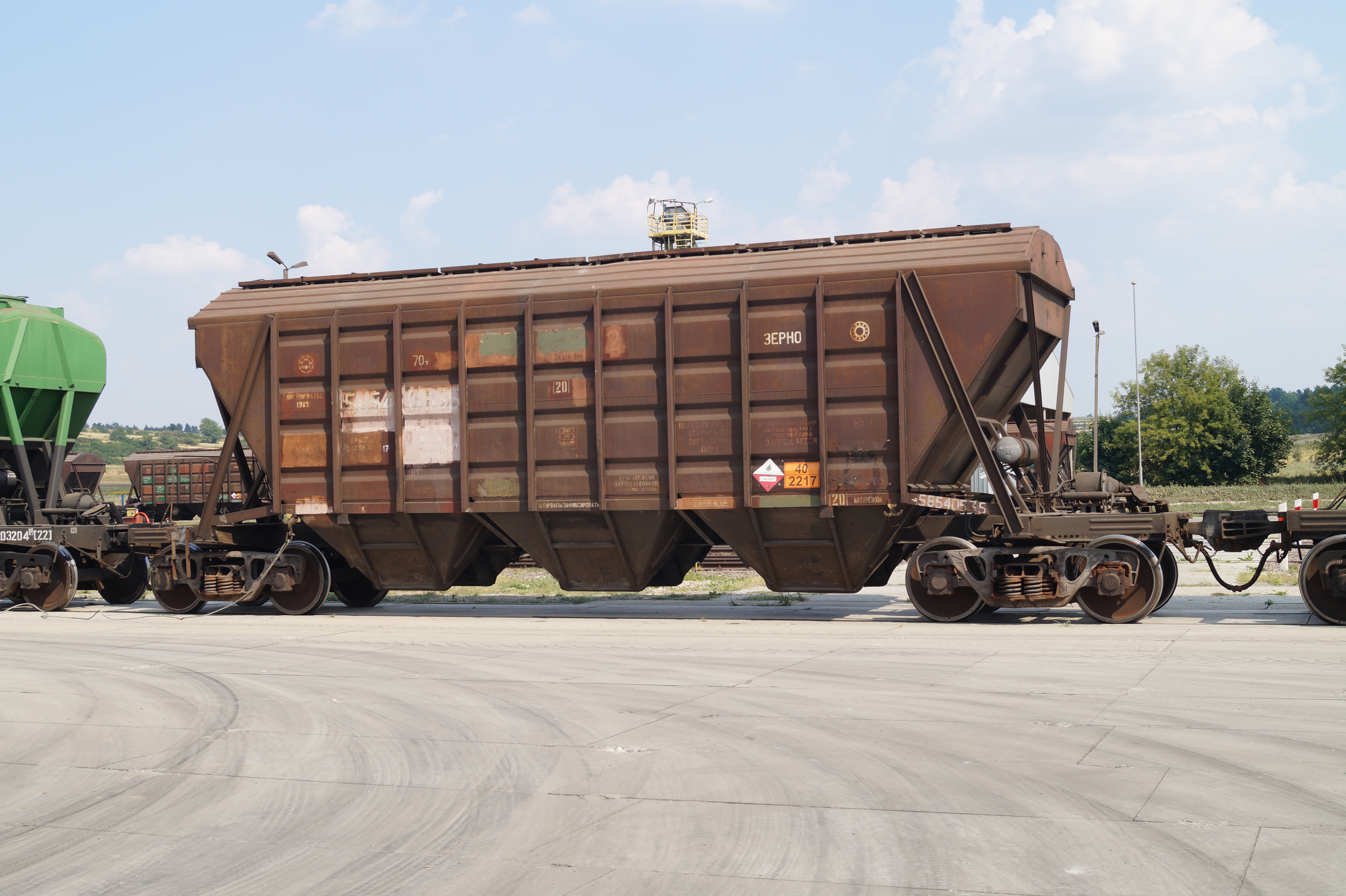
Вагон-зерновоз модели 19-752
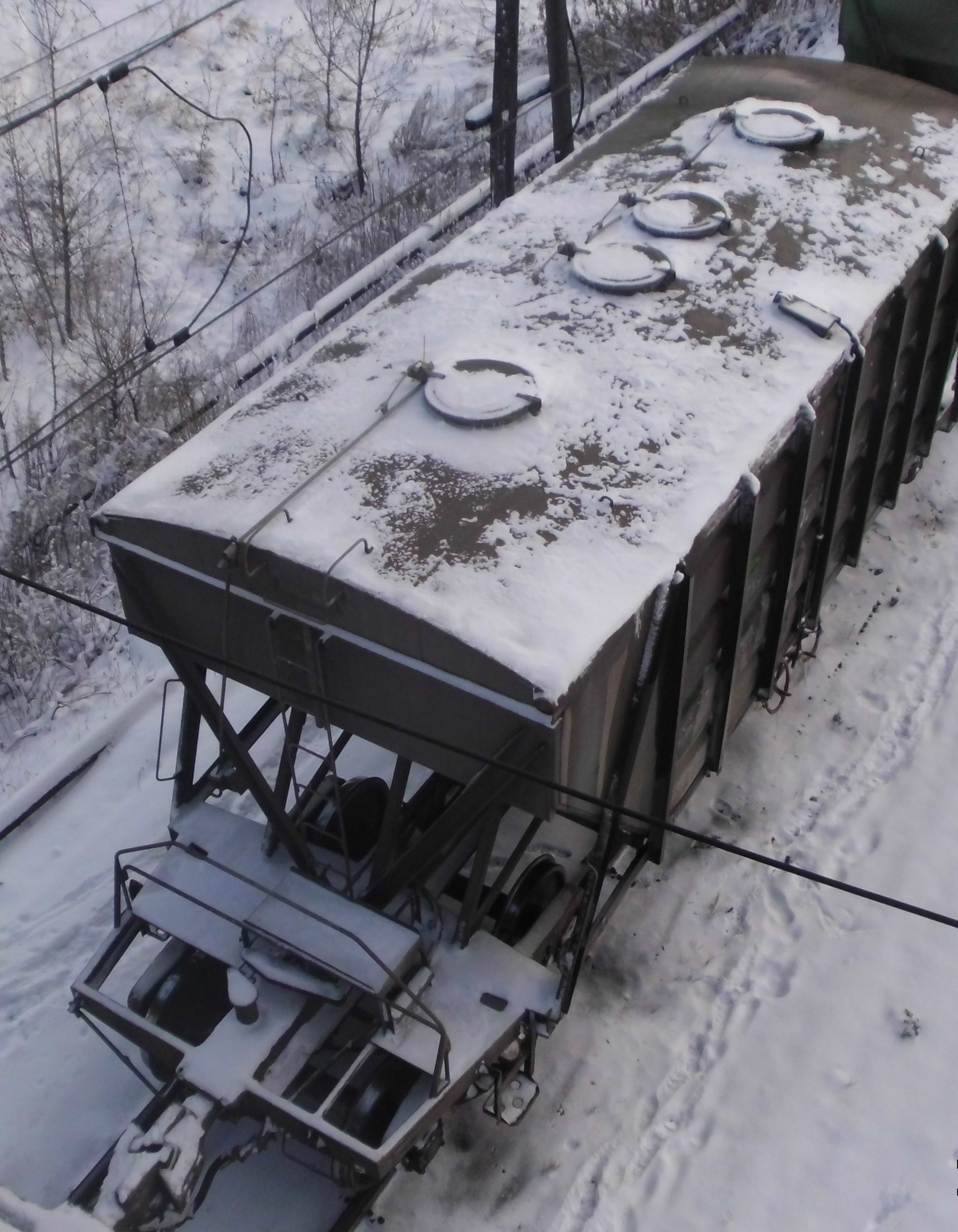
4-осный крытый хоппер для перевозки цемента, модель 19-3018

Хопперы имеют типовые двухосные тележки, автосцепное и автотормозное оборудование. Механизм открывания крышек разгрузочных люков имеет пневматический или ручной привод.

## Хоппер-дозатор
Отдельной разновидностью являются хоппер-дозаторы. Хоппер-дозатор — транспортное средство для перевозки, механизированной выгрузки, укладки в путь, дозирования и разравнивания балласта при строительстве, ремонте и текущем содержании железнодорожного пути. Первые хоппер-дозаторы созданы в СССР в начале 50-х годов. Кузов хоппер-дозатора цельнометаллический бункерного типа, имеет четыре разгрузочных устройства с крышками, а также дозирующее устройство. Рама дозирующего устройства при разгрузке находится над поверхностью пути на высоте, равной толщине отсыпаемого балластного слоя. Управление дозирующим и разгрузочным устройствами осуществляется пневмосистемой. При движении хоппер-дозатора крышки открываются пневмоцилиндрами, балласт высыпается и разравнивается рамой дозатора слоем заданной толщины. В зависимости от принятой технологии путевых работ возможны различные варианты выгрузки балласта: на середину пути, в междупутье, на обочину или на всю ширину пути.
Перемещение хоппер-дозатора осуществляется локомотивом. Сжатый воздух в пневмосистему подаётся компрессором, который расположен в локомотиве или специальном вагоне сопровождения (в качестве последнего может использоваться пассажирский вагон, дизельная рефсекция или переоборудованный крытый вагон). Для перевозки балластных материалов формируются составы из 20—25 вагонов (хоппер-дозаторные вертушки), в середине которых находится вагон для сопровождающей бригады. Грузоподъёмность хоппер-дозатора 60 тонн, вместимость кузова 33,4 кубических метра, скорость движения при разгрузке 2—5 километра в час, собственная масса 23 тонны.

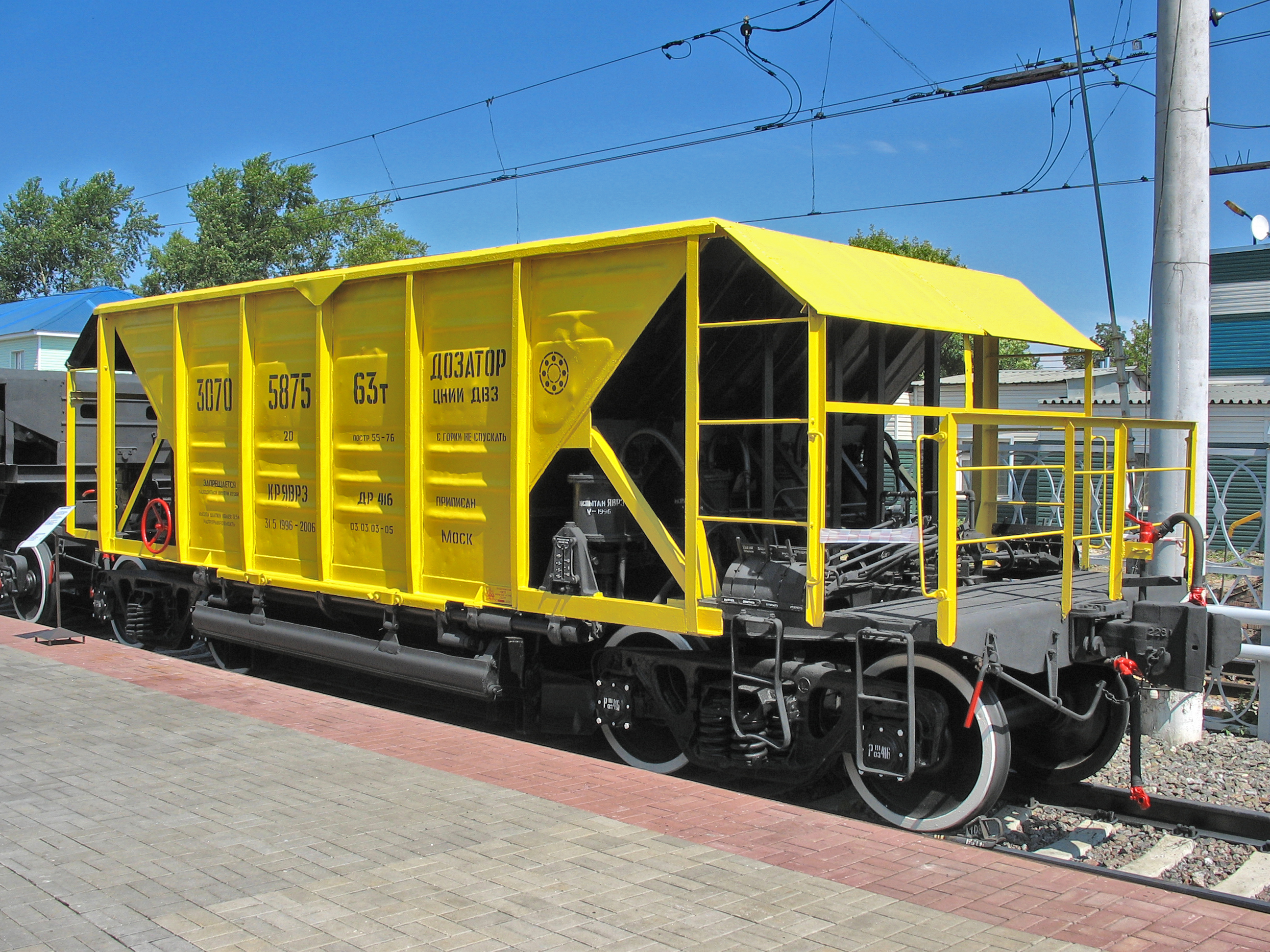
4-осный хоппер-дозатор типа ЦНИИ-ДВ3М
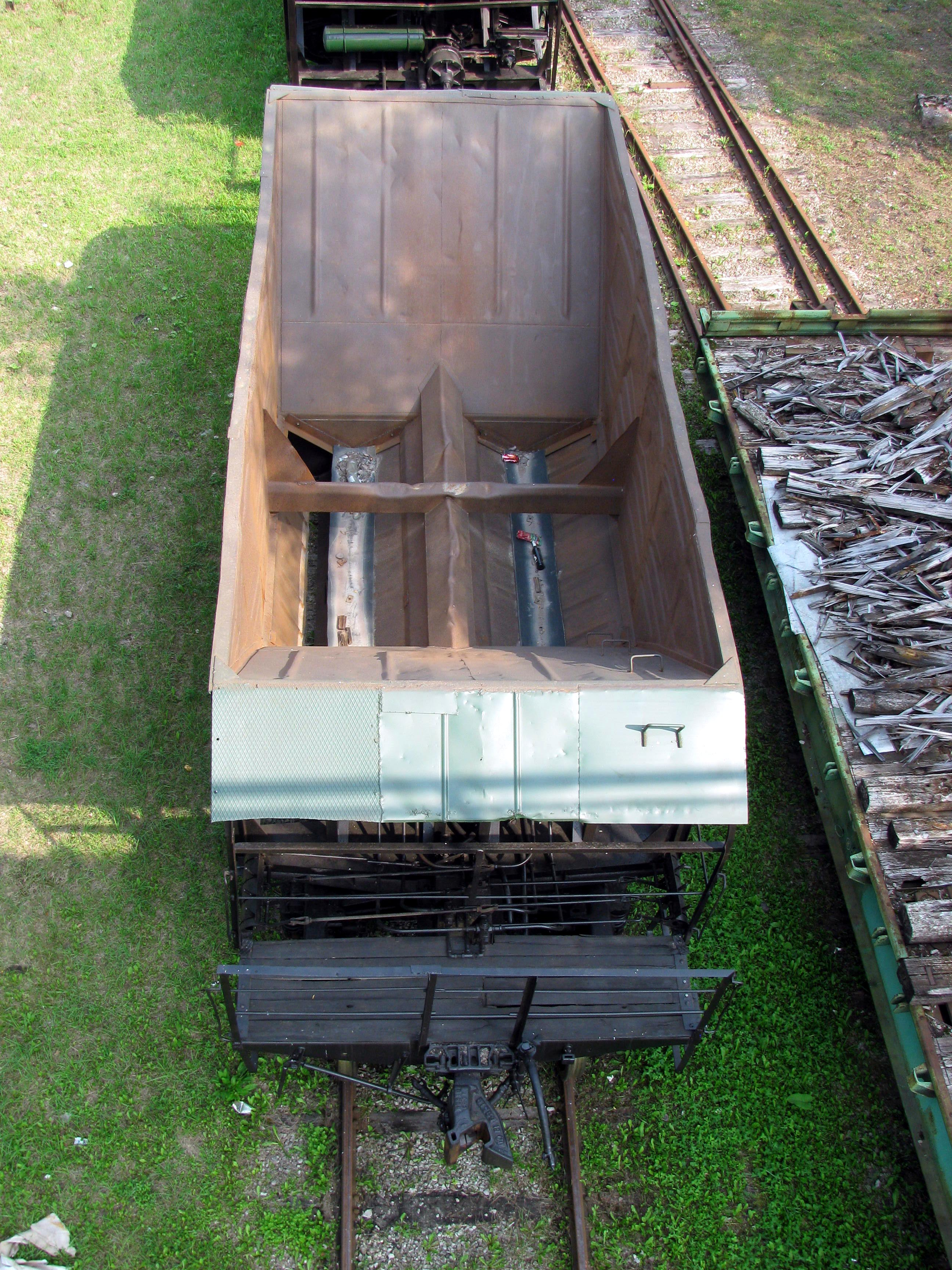
Хоппер-дозатор изнутри
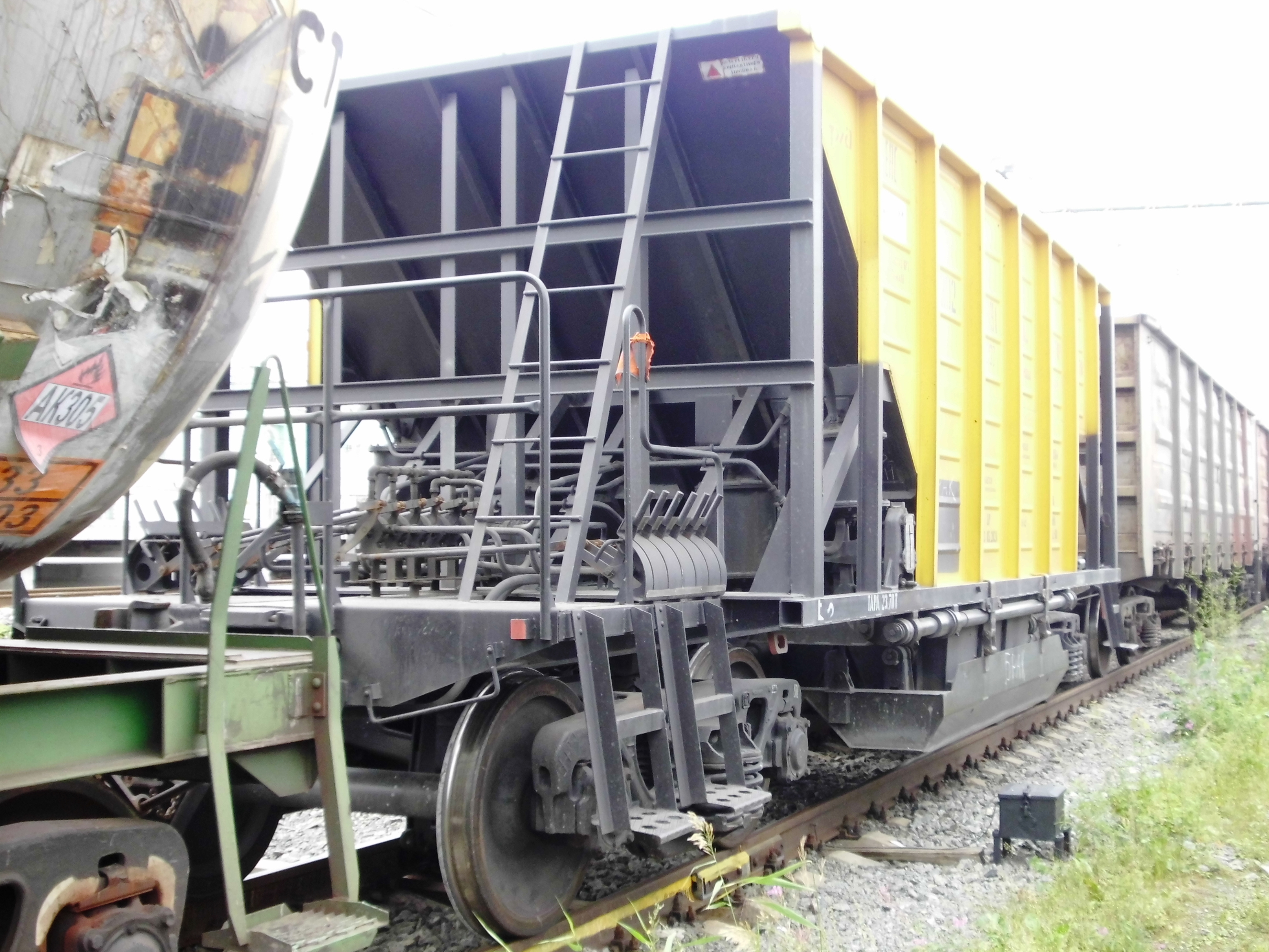
Органы управления хоппер-дозатором
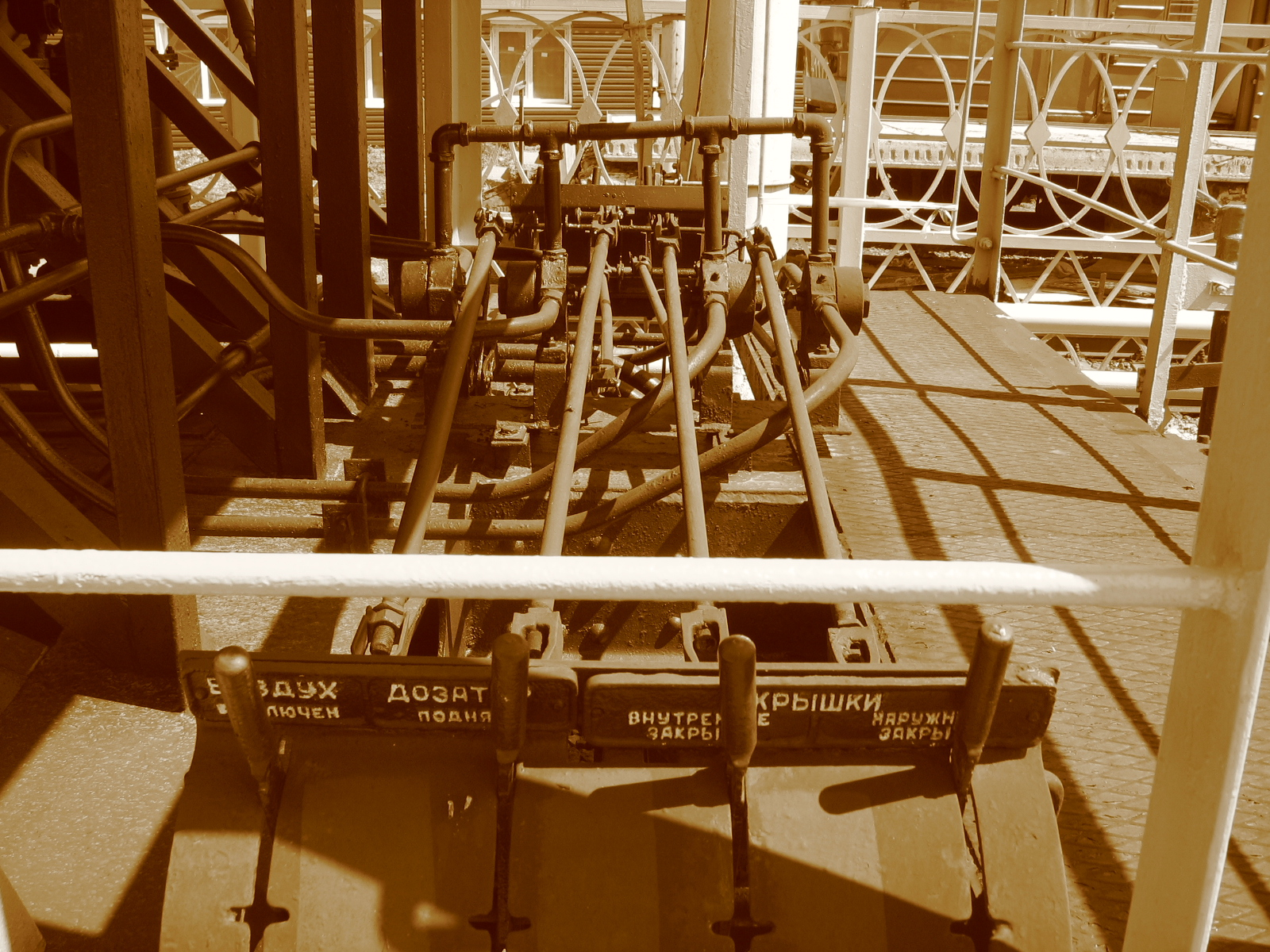
Органы управления хоппер-дозатором
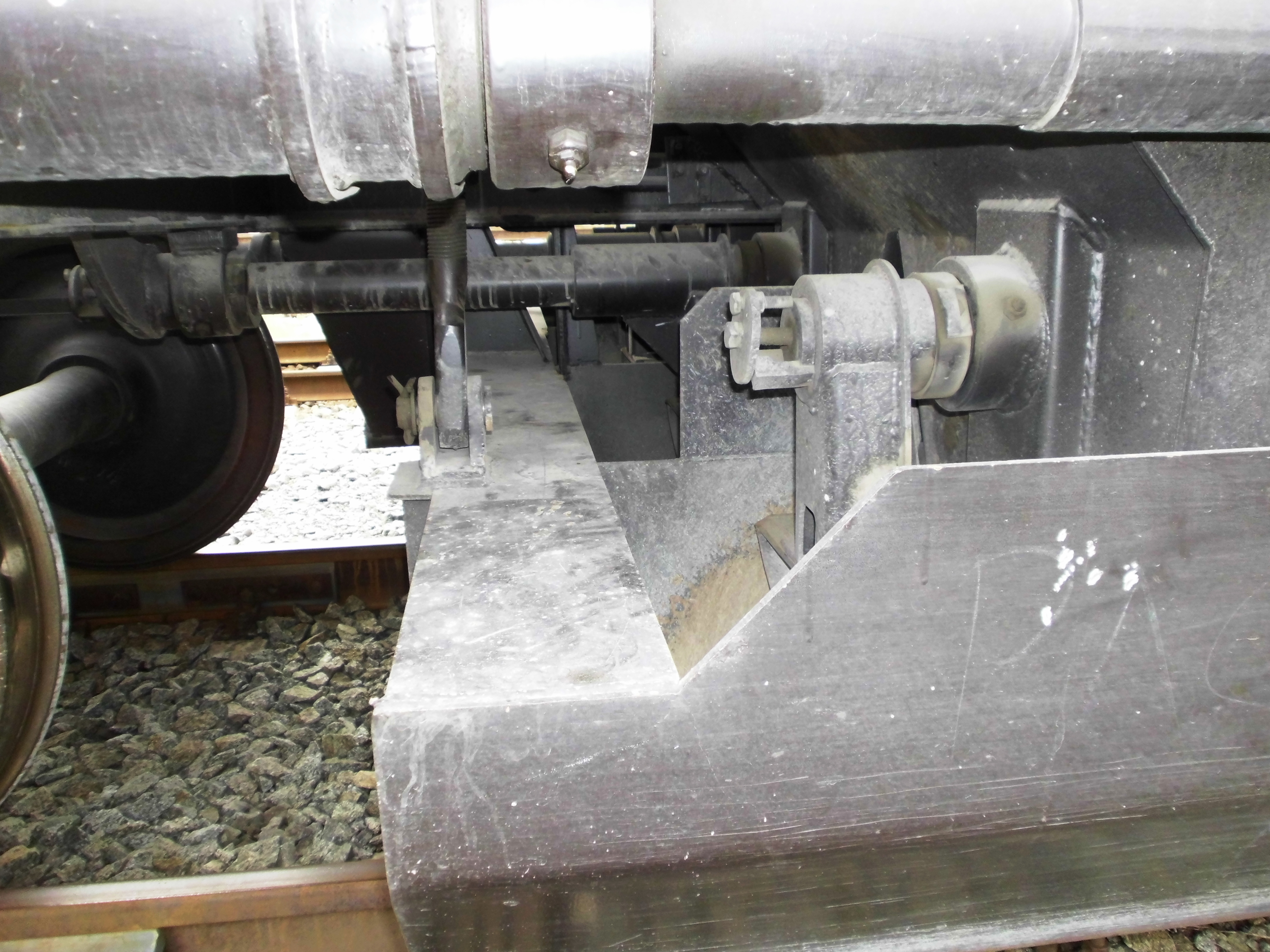
3 нижних продольных разгрузочных люка хоппер-дозатора

### Узкоколейный хоппер-дозатор
Вагоны предназначены для транспортировки и механизированной выгрузки, распределения и разравнивания балласта при строительстве, ремонте и текущем содержании железнодорожного пути узкой колеи. Грузоподъёмность вагона 12,5 тонн. Разгрузка хоппер-дозатора — двухсторонняя, раздельная. Схема дозировки балласта обеспечивается разгрузочными люками, которые открываются в различном сочетании. Это позволяет производить выгрузку балласта в различных комбинациях (внутрь колеи, наружу, на одну сторону). Управление дозирующим и разгрузочным устройствами осуществляется штурвалами на боку и торце вагона, разгрузка вагона происходит при движении поезда со скоростью от 3 до 5 км/ч.

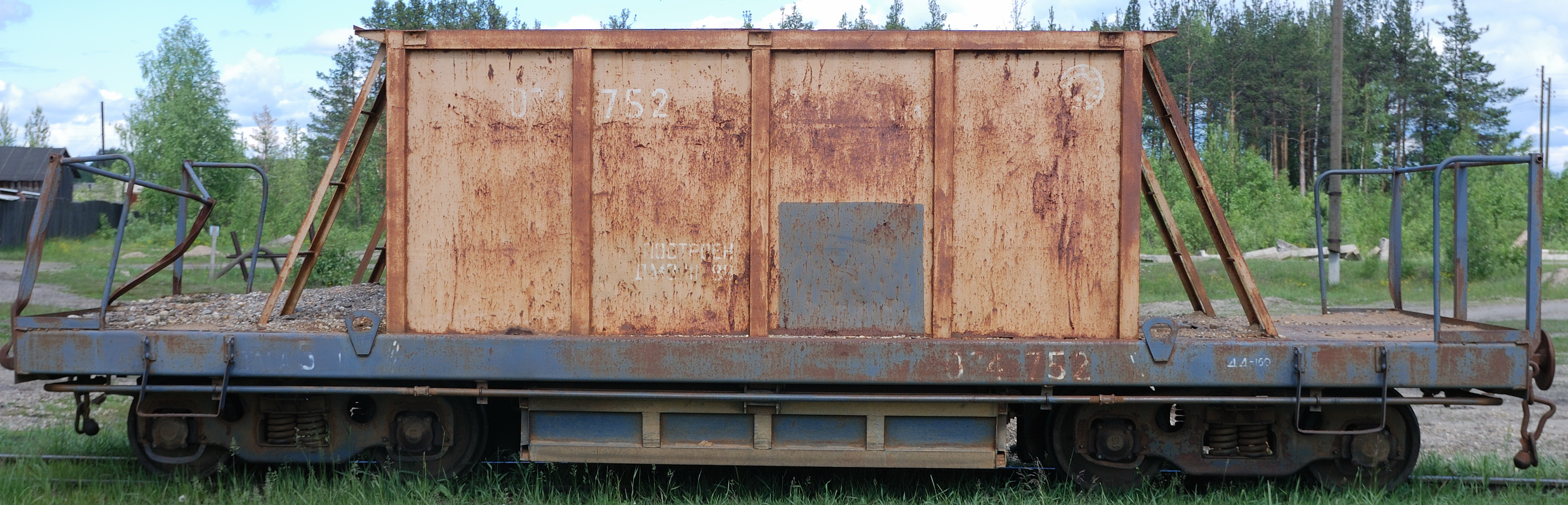
Хоппер-дозатор узкоколейный
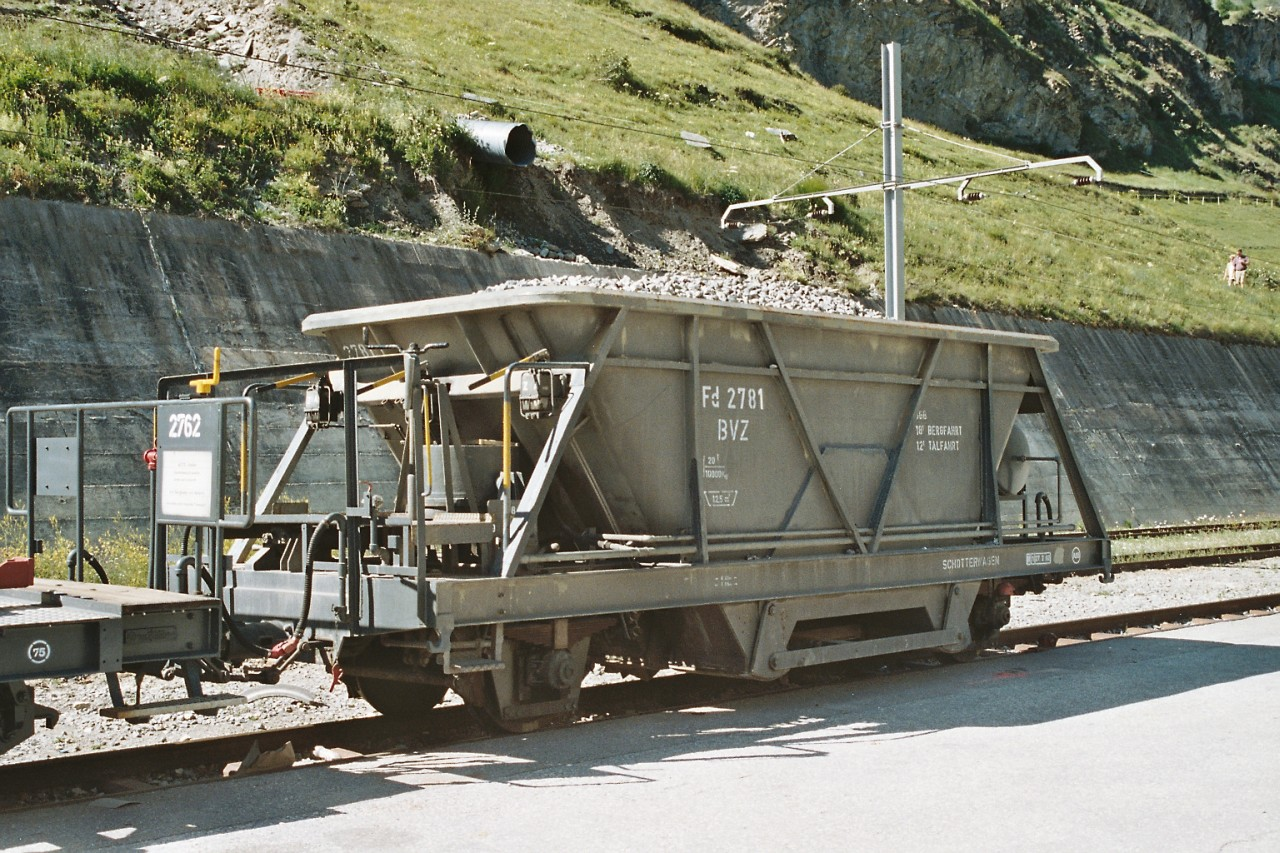
Хоппер-дозатор узкоколейный BVZ Fd 2781 (Швейцария)

## Производители хопперов
- Брянский машиностроительный завод
- ПАО «Днепровагонмаш», г. Каменское
- Камбарский машиностроительный завод
- Канашский вагоноремонтный завод
- Крюковский вагоностроительный завод
- Рузаевский завод химического машиностроения
- Стахановский вагоностроительный завод
- Тихвинский вагоностроительный завод
- Укрспецвагон (Панютинский вагоноремонтный завод)
- Барнаульский вагоноремонтный завод